# Franz von Gyulay

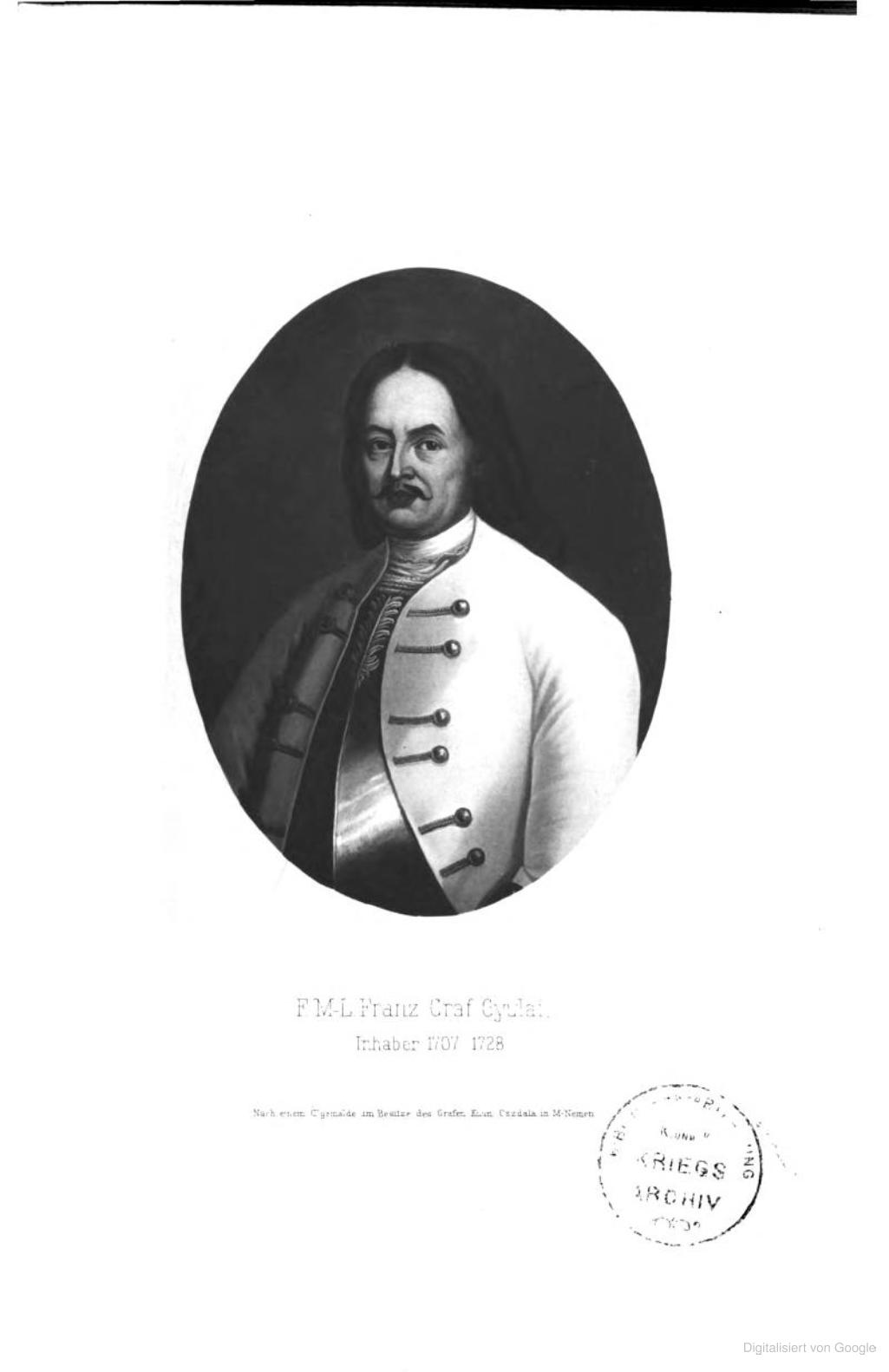
Franz (III.) von Gyulay (1674–1728)

Graf Franz (III.) von Gyulay (auch Gyulai, * 11. August 1674 auf Burg Tornau; † 18. Oktober 1728 in Mantua) war k.k. Feldmarschall-Lieutenant und Inhaber des Infanterie-Regiments Nr. 51 („Bagosy-Heiducken“).

## Herkunft
Er entstammt dem alten siebenbürgischen Geschlecht der Gyulay. Seine Eltern waren Franz II. von Gyulay und dessen Ehefrau Klára Barakonyi Tochter des Franz Barakonyi. Sein Vater wurde am 2. Juni 1694 in den Freiherrn- und am 13. Januar 1701 in den Grafenstand erhoben.

## Leben
Franz von Gyulay kam am 16. April 1703 als Oberstleutnant in das Regiment Nr. 51. Im Jahr 1706 erfolgte seine Beförderung zum Obersten und Ernennung zum Kommandeur des Husaren-Regiments Nr. 9 (Ebergényi). Am 20. Dezember 1707 wurde er als Oberst und Inhaber in das Regiment Nr. 51 zurückversetzt. Am 7. Mai 1716 wurde er zum General-Feldwachtmeister und am 13. Oktober 1723 zum Feldmarschall-Lieutenant befördert. Er starb 1728 in Mantua. Sein Leichnam wurde von Offizieren des Regiments nach Siebenbürgen gebracht und dortselbst provisorisch beigesetzt. Erst am 23. Juli 1730 wurde er in Elisabethstadt zur ewigen Ruhe bestattet.

## Familie
Er war mit der Gräfin Mária Bánffy de Losoncz verheiratet. Das Paar hatte mehrere Kinder:
- Klara (* 11. April 1710) ⚭ Imre Bethlen de Bethlen
- Franz (* 16. Oktober 1715)
- Katharina (* 24. Februar 1717)
- Sámuel (1723–1802), Feldmarschall-Lieutenant ⚭ Freiin Anna Bornemisza de Kászon